# Cementerio católico italiano Blocton
El cementerio católico italiano Blocton es un histórico cementerio ubicado en West Blocton, Alabama, Estados Unidos. 

## Historia
El camposanto fue establecido en 1896 por una comunidad de inmigrantes católicos italianos, quienes trabajaban en las minas de carbón que alguna vez fueron numerosas en el Condado de Bibb. El cementerio está ubicado en lo que originalmente era Blocton, una ciudad minera de carbón propiedad de Tennessee Coal, Iron and Railroad Company. Fue consagrado en 1901 por Edward Patrick Allen, el obispo católico de Mobile. Continuó en uso hasta la década de 1960, y el uso más activo se produjo durante las décadas de 1910 y 1920. El cementerio contiene aproximadamente 86 monumentos funerarios. Fue agregado al Registro Nacional de Lugares Históricos el 22 de abril de 1999.